# Edgar Facó
Edgar Facó (* 27. März 1882 in Beberibe, Ceará; † 25. Januar 1972 in Rio de Janeiro) war ein brasilianischer General, der unter anderem zwischen 1943 und 1952 Mitglied des Obersten Militärtribunals (Superior Tribunal Militar) war.

## Leben
Facó, Sohn von João Baltasar Ferreira Facó, besuchte zwischen März 1902 und April 1905 die Vorbereitungsschule (Escola Preparatória) in Realengo und wurde danach zum 33. Infanteriebataillon versetzt, in dem er bis März 1906 diente. Anschließend absolvierte er zwischen April 1908 und Januar 1909 den Lehrgang für Infanterie und Kavallerie an der Kriegsschule (Escola de Guerra) in Porto Alegre und wurde im April 1909 Angehöriger der 2. Eigenständigen Jägerkompanie in Fortaleza sowie im April 1910 Instrukteur an der dortigen Fakultät der Rechtswissenschaften. Im März 1911 erfolgte seine Versetzung als Ausbilder zur 4. Schützenabteilung in Rio Grande do Sul, wo er auch zum Leutnant befördert wurde. Bereits im April 1911 wechselte er zum 49. Jägerbataillon nach Recife sowie im November 1911 wieder zur 2. Eigenständigen Jägerkompanie, ehe er im Oktober 1913 zum 5. Infanterieregiment nach Ponta Grossa versetzt wurde und dort im Januar 1914 den Posten als Chef einer Kompanie übernahm. Im Anschluss war er zwischen Juni 1914 und August 1916 Offizier im 1. Infanterieregiment in Rio de Janeiro und wurde im Februar 1918 zum Oberleutnant befördert. Als solcher wurde er zum 9. Festungsartillerieregiment nach Paraná verlegt und kehrte im Februar 1919 wieder zum 49. Jägerbataillon zurück. Später wurde er im Juni 1919 Chef der 2. und 7. Kompanie des 6. Infanterieregiments in Caçapava und daraufhin im Januar 1921 Richter im Militärjustizrat (Conselho de Justiça Militar) ernannt.
Nach seiner Beförderung zum Hauptmann im April 1922 fand Facó zwischen Juli und Dezember 1922 Verwendung im Hauptquartier der 4. Militärregion in Juiz de Fora und besuchte zwischen März 1923 und Januar 1924 die Offiziersoberschule (Escola de Aperfeiçoamento de Oficiais), an der er von Februar 1924 bis Dezember 1927 selbst als Lehrer und Ausbilder unterrichtete. 1928 wurde er vom Gouverneur von Ceará, José Carlos de Matos Peixoto, zum Chef der Polizei dieses Bundesstaates ernannt und als solcher im November 1929 zum Major befördert. Im April 1932 begann er einen Lehrgang an der Generalstabsschule des Heeres (Escola de Estado-Maior do Exército) und wurde dort am 16. Juni 1932 zum Oberstleutnant befördert. Im Anschluss erfolgte im März 1934 seine Ernennung zum Chef des Stabes im Hauptquartier der 9. Militärregion in Campo Grande, wo im Mai 1934 auch seine Beförderung zum Oberst stattfand. Er war zwischen 1934 und 1935 kommissarischer Kommandeur des Militärbezirks Mato Grosso sowie zugleich der 9. Militärregion sowie von September 1935 bis Juni 1936 Kommandeur des in Quitaúna stationierten 4. Infanterieregiments sowie zugleich der 3. Infanteriebrigade. Im Anschluss wurde er Leiter der 1. sowie der 3. Sektion des Generalstabes sowie im Januar 1937 Kommandeur des 1. Jägerbataillons in Petrópolis.
Am 27. März 1938 wurde Facó Generalkommandant der Militärpolizei im Distrito Federal do Brasil Rio de Janeiro und wurde in dieser Verwendung am 24. Mai 1940 zum Brigadegeneral befördert. 1941 wurde er Kommandeur der 8. Militärregion (8.ª Região Militar) und war zwischen Januar und Juni 1943 kommissarischer Kommandeur 4. Militärregion (4.ª Região Militar) sowie zugleich von Januar bis August 1943 Kommandeur der 4. Infanteriedivision (4ª Divisão de Infantaria) in Minas Gerais. Nachdem er zwischen September und November 1943 Verwendung in der Heeresabteilung des Kriegsministeriums gefunden hatte, wurde er am 11. November 1943 Mitglied des Obersten Militärtribunals (Superior Tribunal Militar), dem er bis zum Erreichen der Altersgrenze am 23. April 1952 angehörte. Im Januar 1951 erfolgte seine Beförderung zum Generalmajor. Im April 1952 schied er aus dem aktiven Militärdienst aus und erhielt den Dienstgrad eines Generals.
Ihm zu Ehren wurde die Akademie der Militärpolizei von Ceará in Academia de Polícia Militar General Edgard Facó (APMGEF) benannt.